# 피오트르 아담치크
피오트르 아담치크(폴란드어: Piotr Adamczyk, 1972년 3월 21일 ~ )는 폴란드의 배우이다.

## 출연 작품
- 메이데이 (2020)
- 303 전투비행단 (2018)
- 디 아트 오브 러빙 (2017)
- 아임 어 킬러 (2016)
- 티타늄 화이트 (2016)
- 레터스 투 산타 2 (2015)
- 맥스 & 미 (2015)
- 워소 업라이징 (2014)
- 베스테르플라테 전투 (2013)
- 비엔나전투 1683 (2012)
- 코페르니쿠스 스타 (2009)
- 쇼팽 : 디자이어 포 러브 (2002)
- In Full Gallop (1996)